# Вилафранка д'Асти
Вилафранка д'Асти (итал. Villafranca d'Asti) је насеље у Италији у округу Асти, региону Пијемонт.
Према процени из 2011. у насељу је живело 2289 становника. Насеље се налази на надморској висини од 194 м.

## Становништво
| 1931. | 1936. | 1951. | 1961. | 1971. | 1981. | 1991. | 2001. | 2011. |
| ----- | ----- | ----- | ----- | ----- | ----- | ----- | ----- | ----- |
| 2.298 | 2.271 | 2.272 | 2.457 | 2.534 | 2.830 | 2.867 | 2.942 | 3.250 |